# 背斑複齒脂鯉
背斑複齒脂鯉為輻鰭魚綱脂鯉目琴脂鯉亞目複齒脂鯉科的其中一種，為熱帶淡水魚，分布於非洲剛果河中游、奧克維河、Ntem、Kribi、Loeme與Kuilu河流域，體長可達19.5公分，棲息在底中層水域，生活習性不明。

## 扩展阅读
維基物種上的相關：背斑複齒脂鯉